# Campeonato Piauiense de Futebol de 1960
O Campeonato Piauiense de Futebol de 1960 foi o 20º campeonato de futebol do Piauí. A competição foi organizada pela Federação Piauiense de Futebol e o campeão foi o River.
Em decorrência dos problemas provocados pela intervenção ocorridas na FPF, o campeonato só foi iniciado no mês de setembro e terminou 2 de abril do ano seguinte
Faltando 5 rodadas para o encerramento do 1º turno, o Santa Cruz foi desfilado, por decisão geral da Assembleia Geral da FPF, motivo pelo qual não foram realizados seus jogos contra Artístico, Rio Negro, Comercial e Botafogo
Os 51 jogos disputados apresentaram um total de 252 gols, resultando na média de 4,94 por partida

## Participantes
| Equipe       | Cidade              |
| ------------ | ------------------- |
| Artístico    | Teresina            |
| Auto Esporte | Teresina            |
| Botafogo     | Teresina            |
| Comercial    | Campo Maior (Piauí) |
| Flamengo     | Teresina            |
| Fluminense   | Teresina            |
| Piauí        | Teresina            |
| Rio Negro    | Teresina            |
| River        | Teresina            |
| Santa Cruz   | Teresina            |

## Primeira Fase
Fonte: 
| Pos | Equipes      | Pts | J | V | E | D | GP | GC | SG  |
| --- | ------------ | --- | - | - | - | - | -- | -- | --- |
| 1   | Auto Esporte | 15  | 9 | 6 | 3 | 0 | 24 | 11 | +13 |
| 2   | River        | 14  | 9 | 6 | 2 | 1 | 30 | 6  | +24 |
| 3   | Piauí        | 14  | 9 | 6 | 2 | 1 | 35 | 12 | +23 |
| 4   | Flamengo     | 14  | 9 | 6 | 2 | 1 | 34 | 10 | +24 |
| 5   | Botafogo     | 7   | 8 | 3 | 1 | 4 | 30 | 19 | +11 |
| 6   | Comercial    | 7   | 8 | 3 | 1 | 4 | 19 | 16 | +3  |
| 7   | Fluminense   | 7   | 9 | 3 | 1 | 5 | 19 | 17 | +2  |
| 8   | Artístico    | 2   | 8 | 1 | 0 | 7 | 9  | 36 | -27 |
| 9   | Rio Negro    | 2   | 8 | 1 | 0 | 7 | 13 | 45 | -32 |
| 10  | Santa Cruz1  | 0   | 5 | 0 | 0 | 5 | 1  | 42 | -41 |

1: Em um encontro feito no dia 19 de dezembro de 1960, os clubes decidiram expulsar o Santa Cruz da Federação Piauiense e conseqüentemente do campeonato.

## Fase Final
| Pos | Equipes      | Pts | J | V | E | D | GP | GC | SG  |
| --- | ------------ | --- | - | - | - | - | -- | -- | --- |
| 1   | River        | 7   | 4 | 3 | 1 | 0 | 8  | 1  | +7  |
| 2   | Botafogo     | 5   | 4 | 2 | 1 | 1 | 9  | 4  | +5  |
| 3   | Piauí        | 4   | 4 | 1 | 2 | 1 | 6  | 5  | +1  |
| 4   | Flamengo     | 3   | 4 | 0 | 3 | 1 | 4  | 7  | -3  |
| 5   | Auto Esporte | 1   | 4 | 0 | 1 | 3 | 1  | 11 | -10 |

## Premiação
| Campeonato Piauiense de Futebol de 1960 |
| Piauí                                   |
| --------------------------------------- |
| RÍVER Tricampeão (11º título)           |